# Marcel Paterni
Marcel Paterni, né le 22 septembre 1936 à Casablanca et mort le 13 juillet 2019 à Aurillac,, est un haltérophile français, évoluant dans les catégories des poids moyens et mi-lourds.

## Biographie
Nés de parents corses installés à Casablanca en 1905, Marcel Paterni étudie à l'Institution Saint-Jean Baptiste de la Salle et commence l'haltérophilie après de courts essais en athlétisme. Il passe au Maroc les vingt premières années de sa vie, jusqu'en 1956, où il rentre en France pour se préparer aux Jeux olympiques d'été de 1956 à l'Institut national du sport, de l'expertise et de la performance. Ayant l'âge d’être appelé sous les drapeaux, il est alors affecté au bataillon de Joinville et accomplit une partie de son service militaire en Algérie, tout en poursuivant l'entraînement entre deux patrouilles grâce au commandant du bataillon qui lui laisse son garage pour pratiquer les mouvements olympiques.
À la suite de l'abrogation du Protectorat français au Maroc en 1956, Marcel Paterni s'installe définitivement en France avec pour objectif de devenir entraîneur d'haltérophilie après la fin de son service militaire. Le 25 juillet 1959, à Massiac, dans le Cantal, à 82 kilogrammes de poids de corps pour 1 mètre 63, il portera le développé olympique à 150,5 kilogrammes dans la catégorie des mi-lourds, ce qui représente dix kilos de plus que Tommy Kono aux Jeux olympiques d'été de 1956, vingt kilos de plus que Ireneusz Paliński aux Jeux olympiques d'été de 1960, plus même qu'Arkady Vorobyov dans la catégorie au-dessus. Marcel Paterni participera à trois éditions des jeux olympiques: Melbourne, Rome et Tokyo. Il sera aussi un innovateur important dans le domaine de l'entraînement technique et un pionnier de l'entraînement à haute altitude dès la fin des années 50. Il est directeur technique national d'avril 1986 à 1988.

## Palmarès
Dans la catégorie des poids moyens, il fut médaillé de bronze aux Championnats du monde d'haltérophilie 1958 et 1961, médaillé d'argent aux Championnats d'Europe d'haltérophilie 1957 et  1958 et médaillé de bronze aux  Championnats d'Europe d'haltérophilie 1961.
Dans la catégorie des poids mi-lourds, il fut médaillé de bronze aux Championnats d'Europe d'haltérophilie 1960, 1961 et  1964 et recordman du monde au mouvement du développé avec une barre de 150,5 kg en 1959.
Il est médaillé d'or aux Jeux méditerranéens de 1959 ainsi qu'aux Jeux méditerranéens de 1967.

## Décoration
- Officier de l'ordre du Mérite sportif‎ (1959)[4]